# Bedfordia halecarpenteri
Bedfordia halecarpenteri là loài chuồn chuồn trong họ Coenagrionidae. Loài này được Mumford mô tả khoa học đầu tiên năm 1942.